# Vuelta a España 2011/Fahrerfeld
Folgende Fahrer und Mannschaften nahmen an der Vuelta a España 2011 teil:
Die deutschen, österreichischen und Schweizer Fahrer sind fett markiert.
Legende:
- Suspendierung: Ausschluss durch eigenes Team vor Rennbeginn
- Ausschluss: Ausschluss durch die Rennleitung vor Rennbeginn
- Disqualifikation: Ausschluss durch die Rennleitung nach Rennbeginn
- : Etappensieger
- : Rotes Trikot für den Gesamtführenden
- : Grünes Trikot für den Punktbesten
- : Blau gepunktetes Trikot für den besten Bergfahrer
- : Weißes Trikot für den Besten der Kombinationswertung
- (: Gelbe Rückennummer für das in der Mannschaftswertung führende Team (Die gelbe Rückennummer wird bei der Vuelta nicht vergeben. In dieser Darstellung soll sie nur zur Visualisierung dienen))
- : Rote Rückennummer für den kämpferischsten Fahrer einer Etappe (Combatividad)

## Überblick Teilnehmer
| Nr.    | Land                   | Teilnehmer | Ziel in Madrid erreicht |
| ------ | ---------------------- | ---------- | ----------------------- |
| 01     | Spanien                | 42         | 36                      |
| 02     | Italien                | 29         | 26                      |
| 03     | Belgien                | 18         | 17                      |
| 04     | Frankreich             | 17         | 15                      |
| 05     | Deutschland            | 12         | 9                       |
| 06     | Niederlande            | 11         | 10                      |
| 07     | Australien             | 06         | 05                      |
| 07     | Dänemark               | 06         | 05                      |
| 07     | Russland               | 06         | 06                      |
| 07     | Schweiz                | 06         | 03                      |
| 11     | Kasachstan             | 04         | 03                      |
| 11     | Polen                  | 04         | 02                      |
| 11     | Vereinigtes Königreich | 04         | 03                      |
| 11     | Vereinigte Staaten     | 04         | 02                      |
| 15     | Portugal               | 03         | 03                      |
| 16     | Estland                | 02         | 01                      |
| 16     | Irland                 | 02         | 01                      |
| 16     | Kolumbien              | 02         | 01                      |
| 16     | Österreich             | 02         | 02                      |
| 16     | Schweden               | 02         | 02                      |
| 16     | Slowakei               | 02         | 02                      |
| 16     | Ukraine                | 02         | 02                      |
| 16     | Belarus                | 02         | 01                      |
| 24     | Argentinien            | 01         | 01                      |
| 24     | Brasilien              | 01         | 0                       |
| 24     | Curaçao                | 01         | 01                      |
| 24     | Japan                  | 01         | 01                      |
| 24     | Kroatien               | 01         | 01                      |
| 24     | Lettland               | 01         | 01                      |
| 24     | Litauen                | 01         | 0                       |
| 24     | Norwegen               | 01         | 0                       |
| 24     | Slowenien              | 01         | 01                      |
| 24     | Usbekistan             | 01         | 01                      |
| Gesamt | Gesamt                 | 198        | 167                     |

## Teams

### Liquigas-Cannondale(LIQ) (ItalienItalien)
| Nr. | Name               | Nationalität | Anmerkungen                         | Rang |
| --- | ------------------ | ------------ | ----------------------------------- | ---- |
| 1   | Vincenzo Nibali    | Italien      |                                     | 7    |
| 2   | Eros Capecchi      | Italien      |                                     | 21   |
| 3   | Damiano Caruso     | Italien      |                                     | 74   |
| 4   | Mauro Da Dalto     | Italien      |                                     | 147  |
| 5   | Alan Marangoni     | Italien      |                                     | 138  |
| 6   | Dominik Nerz       | Deutschland  |                                     | 38   |
| 7   | Peter Sagan        | Slowakei     | : 6., 12. & 21. Etappe, : 7. Etappe | 121  |
| 8   | Valerio Agnoli     | Italien      |                                     | 105  |
| 9   | Francesco Bellotti | Italien      |                                     | 109  |

### ag2r La Mondiale(ALM) (FrankreichFrankreich)
| Nr. | Name                | Nationalität | Anmerkungen                             | Rang |
| --- | ------------------- | ------------ | --------------------------------------- | ---- |
| 11  | Nicolas Roche       | Irland       |                                         | 16   |
| 12  | Guillaume Bonnafond | Frankreich   |                                         | 26   |
| 13  | Dimitri Champion    | Frankreich   |                                         | 95   |
| 14  | Cyril Dessel        | Frankreich   |                                         | 60   |
| 15  | Steve Houanard      | Frankreich   |                                         | 133  |
| 16  | David Le Lay        | Frankreich   |                                         | 51   |
| 17  | Lloyd Mondory       | Frankreich   |                                         | 84   |
| 18  | Matteo Montaguti    | Italien      | : 11. & 12. Etappe, Zweiter Bergwertung | 76   |
| 19  | Mathieu Perget      | Frankreich   |                                         | 24   |

### Andalucía Caja Granada(ACG) (SpanienSpanien)
| Nr. | Name                 | Nationalität | Anmerkungen               | Rang |
| --- | -------------------- | ------------ | ------------------------- | ---- |
| 21  | David Bernabéu       | Spanien      |                           | 90   |
| 22  | José Alberto Benítez | Spanien      |                           | 130  |
| 23  | Antonio Cabello      | Spanien      |                           | 165  |
| 24  | Juan José Lobato     | Spanien      | 11. Etappe nicht beendet  | -    |
| 25  | Adrián Palomares     | Spanien      | : 8., 11. & 21. Etappe    | 114  |
| 26  | Antonio Piedra       | Spanien      |                           | 72   |
| 27  | José Luis Roldán     | Spanien      |                           | 98   |
| 28  | Jesús Rosendo        | Spanien      | : 2. Etappe, : 16. Etappe | 99   |
| 29  | José Vicente Toribio | Spanien      |                           | 134  |

### BMC Racing Team(BMC) (Vereinigte StaatenVereinigte Staaten)
| Nr. | Name               | Nationalität       | Anmerkungen              | Rang |
| --- | ------------------ | ------------------ | ------------------------ | ---- |
| 31  | Mathias Frank      | Schweiz            |                          | 94   |
| 32  | Martin Kohler      | Schweiz            | : 6. Etappe              | 111  |
| 33  | Taylor Phinney     | Vereinigte Staaten | 13. Etappe nicht beendet | -    |
| 34  | Manuel Quinziato   | Italien            |                          | 131  |
| 35  | Mauro Santambrogio | Italien            |                          | 88   |
| 36  | Ivan Santaromita   | Italien            |                          | 117  |
| 37  | Johann Tschopp     | Schweiz            | 6. Etappe nicht beendet  | -    |
| 38  | Greg Van Avermaet  | Belgien            |                          | 83   |
| 39  | Karsten Kroon      | Niederlande        | 14. Etappe nicht beendet | -    |

### Cofidis, le Crédit en Ligne(COF) (FrankreichFrankreich)
| Nr. | Name                | Nationalität | Anmerkungen                                          | Rang |
| --- | ------------------- | ------------ | ---------------------------------------------------- | ---- |
| 41  | Yohann Bagot        | Frankreich   |                                                      | 116  |
| 42  | Nicolas Edet        | Frankreich   | 8. Etappe nicht beendet                              | -    |
| 43  | Luis Ángel Maté     | Spanien      | : 7. Etappe                                          | 63   |
| 44  | David Moncoutié     | Frankreich   | : 11. Etappe, : 13. – 21. Etappe, Sieger Bergwertung | 37   |
| 45  | Aleksejs Saramotins | Lettland     |                                                      | 166  |
| 46  | Nico Sijmens        | Belgien      |                                                      | 73   |
| 47  | Rein Taaramäe       | Estland      | : 14. Etappe, 17. Etappe nicht beendet               | -    |
| 48  | Nicolas Vogondy     | Frankreich   | 6. Etappe nicht beendet                              | -    |
| 49  | Julien Fouchard     | Frankreich   |                                                      | 137  |

### Euskaltel-Euskadi(EUS) (SpanienSpanien)
| Nr. | Name           | Nationalität | Anmerkungen         | Rang |
| --- | -------------- | ------------ | ------------------- | ---- |
| 51  | Igor Antón     | Spanien      | : : 19. Etappe      | 33   |
| 52  | Iñaki Isasi    | Spanien      |                     | 71   |
| 53  | Egoi Martínez  | Spanien      |                     | 55   |
| 54  | Mikel Nieve    | Spanien      |                     | 10   |
| 55  | Juan José Oroz | Spanien      |                     | 50   |
| 56  | Amets Txurruka | Spanien      | : 13. Etappe        | 30   |
| 57  | Gorka Verdugo  | Spanien      |                     | 36   |
| 58  | Jorge Azanza   | Spanien      |                     | 97   |
| 59  | Pierre Cazaux  | Frankreich   |                     | 148  |
|     |                |              | Dritter Teamwertung | T3   |

### Geox-TMC(GEO) (SpanienSpanien)
| Nr. | Name               | Nationalität | Anmerkungen                                                                                         | Rang |
| --- | ------------------ | ------------ | --------------------------------------------------------------------------------------------------- | ---- |
| 61  | Juan José Cobo     | Spanien      | : 15. Etappe, : : 15. – 21. Etappe, Sieger Gesamtwertung & Kombinationswertung, Dritter Bergwertung | 1    |
| 62  | David Blanco       | Spanien      | | 47   |
| 63  | David de la Fuente | Spanien      | : 14. Etappe                                                                                        | 35   |
| 64  | Fabio Duarte       | Kolumbien    | | 39   |
| 65  | Denis Menschow     | Russland     | | 5    |
| 66  | Carlos Sastre      | Spanien      | | 20   |
| 67  | Mauricio Ardila    | Kolumbien    | 5. Etappe nicht beendet                                                                             | -    |
| 68  | Matthias Brändle   | Österreich   | | 155  |
| 69  | Dmitri Kosontschuk | Russland     | | 122  |
|     |                    |              | : 9., 14. – 21. Etappe, Sieger Teamwertung                                                          | T1   |

### HTC-Highroad(THR) (Vereinigte StaatenVereinigte Staaten)
| Nr. | Name              | Nationalität           | Anmerkungen                                   | Rang |
| --- | ----------------- | ---------------------- | --------------------------------------------- | ---- |
| 71  | Michael Albasini  | Schweiz                | : 5. Etappe : 13. Etappe                      | 123  |
| 72  | Mark Cavendish    | Vereinigtes Königreich | 4. Etappe nicht beendet                       | -    |
| 73  | John Degenkolb    | Deutschland            |                                               | 144  |
| 74  | Matthew Goss      | Australien             | 2. Etappe nicht beendet                       | -    |
| 75  | Bert Grabsch      | Deutschland            |                                               | 136  |
| 76  | Leigh Howard      | Australien             |                                               | 152  |
| 77  | Tony Martin       | Deutschland            | : 10. Etappe, nicht zur 19. Etappe angetreten | -    |
| 78  | Kanstanzin Siuzou | Belarus                | 11. Etappe nicht beendet                      | -    |
| 79  | Martin Velits     | Slowakei               |                                               | 125  |

### Katjuscha(KAT) (RusslandRussland)
| Nr. | Name                  | Nationalität | Anmerkungen                                                                         | Rang |
| --- | --------------------- | ------------ | ----------------------------------------------------------------------------------- | ---- |
| 81  | Joaquim Rodríguez     | Spanien      | : 5. & 8. Etappe, : 6., 8. – 16., 18 – 20. Etappe: 8. Etappe, Zweiter Punktewertung | 19   |
| 82  | Joan Horrach          | Spanien      |                                                                                     | 67   |
| 83  | Aljaksandr Kuschynski | Belarus      |                                                                                     | 143  |
| 84  | Alberto Losada        | Spanien      |                                                                                     | 46   |
| 85  | Daniel Moreno         | Spanien      | : 4. Etappe, : 4. – 8. Etappe, : 4. – 8. & 13. Etappe, : 5. Etappe                  | 9    |
| 86  | Luca Paolini          | Italien      |                                                                                     | 135  |
| 87  | Wladimir Karpez       | Russland     |                                                                                     | 42   |
| 88  | Juri Trofimow         | Russland     |                                                                                     | 124  |
| 89  | Eduard Worganow       | Russland     |                                                                                     | 43   |

### Lampre-ISD(LAM) (ItalienItalien)
| Nr. | Name                   | Nationalität | Anmerkungen              | Rang |
| --- | ---------------------- | ------------ | ------------------------ | ---- |
| 91  | Michele Scarponi       | Italien      | 14. Etappe nicht beendet | -    |
| 92  | Marco Marzano          | Italien      |                          | 61   |
| 93  | Manuele Mori           | Italien      |                          | 107  |
| 94  | Przemysław Niemiec     | Polen        |                          | 54   |
| 95  | Aitor Pérez            | Spanien      |                          | 106  |
| 96  | Alessandro Petacchi    | Italien      |                          | 100  |
| 97  | Daniele Righi          | Italien      |                          | 141  |
| 98  | Alessandro Spezialetti | Italien      | 16. Etappe nicht beendet | -    |
| 99  | Francesco Gavazzi      | Italien      | : 18. Etappe             | 58   |

### Leopard Trek(LEO) (LuxemburgLuxemburg)
| Nr. | Name              | Nationalität | Anmerkungen                                             | Rang |
| --- | ----------------- | ------------ | ------------------------------------------------------- | ---- |
| 101 | Daniele Bennati   | Italien      | : 2. Etappe, : 20. Etappe, Dritter Punktewertung        | 112  |
| 102 | Fabian Cancellara | Schweiz      | : 1. Etappe – zur 17. Etappe nicht mehr angetreten      | -    |
| 103 | Jakob Fuglsang    | Dänemark     | : 1. Etappe                                             | 11   |
| 104 | Maxime Monfort    | Belgien      |                                                         | 6    |
| 105 | Stuart O’Grady    | Australien   |                                                         | 93   |
| 106 | Davide Viganò     | Italien      |                                                         | 142  |
| 107 | Robert Wagner     | Deutschland  |                                                         | 162  |
| 108 | Oliver Zaugg      | Schweiz      | nicht zur 18. Etappe angetreten                         | -    |
| 109 | Thomas Rohregger  | Österreich   | : 4. Etappe                                             | 28   |
|     |                   |              | : 1. Etappe, : 1. & 2., 10. Etappe, Zweiter Teamwertung | T2   |

### Movistar Team(MOV) (SpanienSpanien)
| Nr. | Name                       | Nationalität | Anmerkungen                        | Rang |
| --- | -------------------------- | ------------ | ---------------------------------- | ---- |
| 111 | Imanol Erviti              | Spanien      |                                    | 126  |
| 112 | José Vicente García Acosta | Spanien      | 5. Etappe nach Sturz nicht beendet | -    |
| 113 | Beñat Intxausti            | Spanien      |                                    | 86   |
| 114 | Ignatas Konovalovas        | Litauen      | 17. Etappe nicht beendet           | -    |
| 115 | Pablo Lastras              | Spanien      | : : 3. Etappe, : 3. & 4. Etappe    | 44   |
| 116 | David López García         | Spanien      | 17. Etappe nicht beendet           | -    |
| 117 | Sergio Pardilla            | Spanien      | 17. Etappe nicht beendet           | -    |
| 118 | Marzio Bruseghin           | Italien      |                                    | 14   |
| 119 | Ángel Madrazo              | Spanien      | 18. Etappe nicht beendet           | -    |
|     |                            |              | : 3. Etappe                        |      |

### Omega Pharma-Lotto(OLO) (BelgienBelgien)
| Nr. | Name                  | Nationalität | Anmerkungen       | Rang |
| --- | --------------------- | ------------ | ----------------- | ---- |
| 121 | Jan Bakelants         | Belgien      |                   | 31   |
| 122 | Francis De Greef      | Belgien      |                   | 29   |
| 123 | Gert Dockx            | Belgien      |                   | 92   |
| 124 | Adam Hansen           | Australien   | : 2. & 12. Etappe | 129  |
| 125 | Vicente Reynés        | Spanien      |                   | 87   |
| 126 | Jurgen Van De Walle   | Belgien      |                   | 127  |
| 127 | Jurgen Van Den Broeck | Belgien      |                   | 8    |
| 128 | Olivier Kaisen        | Belgien      |                   | 62   |
| 129 | Sebastian Lang        | Deutschland  | : 9. Etappe       | 77   |

### Pro Team Astana(AST) (KasachstanKasachstan)
| Nr. | Name                  | Nationalität | Anmerkungen | Rang |
| --- | --------------------- | ------------ | ----------- | ---- |
| 131 | Fredrik Kessiakoff    | Schweden     |             | 34   |
| 132 | Enrico Gasparotto     | Italien      |             | 78   |
| 133 | Tanel Kangert         | Estland      |             | 64   |
| 134 | Andrei Kaschetschkin  | Kasachstan   |             | 89   |
| 135 | Robert Kišerlovski    | Kroatien     |             | 18   |
| 136 | Andrei Misurow        | Kasachstan   |             | 59   |
| 137 | Jewgeni Petrow        | Russland     |             | 65   |
| 138 | Alexander Djatschenko | Kasachstan   |             | 102  |
| 139 | Josep Jufré           | Spanien      |             | 57   |

### Quick Step Cycling Team(QST) (BelgienBelgien)
| Nr. | Name               | Nationalität | Anmerkungen                          | Rang |
| --- | ------------------ | ------------ | ------------------------------------ | ---- |
| 141 | Tom Boonen         | Belgien      | zur 16. Etappe nicht mehr angetreten | -    |
| 142 | Dario Cataldo      | Italien      |                                      | 132  |
| 143 | Sylvain Chavanel   | Frankreich   | : 3. Etappe, : 4. – 7. Etappe        | 27   |
| 144 | Marc de Maar       | Curaçao      |                                      | 82   |
| 145 | Kevin De Weert     | Belgien      |                                      | 91   |
| 146 | Nikolas Maes       | Belgien      |                                      | 151  |
| 147 | Davide Malacarne   | Italien      |                                      | 56   |
| 148 | Kevin Seeldraeyers | Belgien      |                                      | 23   |
| 149 | Kristof Vandewalle | Belgien      |                                      | 104  |

### Rabobank Cycling Team(RAB) (NiederlandeNiederlande)
| Nr. | Name               | Nationalität | Anmerkungen                                                                                              | Rang |
| --- | ------------------ | ------------ | --- | ---- |
| 151 | Carlos Barredo     | Spanien      | : 20. Etappe                                                                                             | 45   |
| 152 | Matti Breschel     | Dänemark     | 6. Etappe nicht beendet                                                                                  | -    |
| 153 | Óscar Freire       | Spanien      | 8. Etappe nicht beendet                                                                                  | -    |
| 154 | Juan Manuel Gárate | Spanien      | | 66   |
| 155 | Steven Kruijswijk  | Niederlande  | | 41   |
| 156 | Paul Martens       | Deutschland  | : 2. Etappe                                                                                              | 119  |
| 157 | Bauke Mollema      | Niederlande  | : 9. Etappe : 9. – 12., 14. & 21. Etappe, : 17. Etappe Sieger Punktewertung, Dritter Kombinationswertung | 4    |
| 158 | Luis León Sánchez  | Spanien      | | 53   |
| 159 | Tom Slagter        | Niederlande  | | 75   |

### Saxo Bank-SunGard(SBS) (DanemarkDänemark)
| Nr. | Name                 | Nationalität | Anmerkungen                          | Rang |
| --- | -------------------- | ------------ | ------------------------------------ | ---- |
| 161 | Chris Anker Sørensen | Dänemark     |                                      | 12   |
| 162 | Mads Christensen     | Dänemark     |                                      | 160  |
| 163 | Wolodymyr Hustow     | Ukraine      |                                      | 81   |
| 164 | Juan José Haedo      | Argentinien  | : 16. Etappe                         | 157  |
| 165 | Jonas Aaen Jørgensen | Dänemark     |                                      | 139  |
| 166 | Rafał Majka          | Polen        | zur 17. Etappe nicht mehr angetreten | -    |
| 167 | Jarosław Marycz      | Polen        |                                      | 149  |
| 168 | Nick Nuyens          | Belgien      |                                      | 161  |
| 169 | Nicki Sørensen       | Dänemark     |                                      | 120  |

### Skil-Shimano(SKS) (NiederlandeNiederlande)
| Nr. | Name                | Nationalität | Anmerkungen                                   | Rang |
| --- | ------------------- | ------------ | --------------------------------------------- | ---- |
| 171 | Alexandre Geniez    | Frankreich   |                                               | 159  |
| 172 | Yukihiro Doi        | Japan        |                                               | 150  |
| 173 | Johannes Fröhlinger | Deutschland  | : 17. Etappe                                  | 49   |
| 174 | Simon Geschke       | Deutschland  | : 15. Etappe                                  | 115  |
| 175 | Marcel Kittel       | Deutschland  | : 7. Etappe – Nicht zur 13. Etappe angetreten | -    |
| 176 | Albert Timmer       | Niederlande  |                                               | 164  |
| 177 | Tom Veelers         | Niederlande  |                                               | 167  |
| 178 | Roy Curvers         | Niederlande  |                                               | 156  |
| 179 | Koen de Kort        | Niederlande  |                                               | 68   |

### Sky ProCycling(SKY) (Vereinigtes KonigreichVereinigtes Königreich)
| Nr. | Name               | Nationalität           | Anmerkungen                                                             | Rang |
| --- | ------------------ | ---------------------- | ----------------------------------------------------------------------- | ---- |
| 181 | Kurt Asle Arvesen  | Norwegen               | 6. Etappe nicht beendet                                                 | -    |
| 182 | Dario Cioni        | Italien                |                                                                         | 145  |
| 183 | Chris Froome       | Vereinigtes Königreich | : 10. Etappe, : 17. Etappe, Zweiter Gesamtwertung & Kombinationswertung | 2    |
| 184 | Thomas Lövkvist    | Schweden               |                                                                         | 52   |
| 185 | Morris Possoni     | Italien                |                                                                         | 80   |
| 186 | Ian Stannard       | Vereinigtes Königreich |                                                                         | 128  |
| 187 | Christopher Sutton | Australien             | : 2. Etappe, : 2. Etappe                                                | 163  |
| 188 | Bradley Wiggins    | Vereinigtes Königreich | : 11. – 14. Etappe, Dritter Gesamtwertung                               | 3    |
| 189 | Xabier Zandio      | Spanien                |                                                                         | 69   |

### Team Garmin-Cervélo(GRM) (Vereinigte StaatenVereinigte Staaten)
| Nr. | Name                | Nationalität       | Anmerkungen               | Rang |
| --- | ------------------- | ------------------ | ------------------------- | ---- |
| 191 | Tyler Farrar        | Vereinigte Staaten | 8. Etappe nicht beendet   | -    |
| 192 | Murilo Fischer      | Brasilien          | 9. Etappe nicht gestartet | -    |
| 193 | Heinrich Haussler   | Australien         |                           | 103  |
| 194 | Andreas Klier       | Deutschland        |                           | 158  |
| 195 | Christophe Le Mével | Frankreich         |                           | 40   |
| 196 | Daniel Martin       | Irland             | : : 9. & 10. Etappe       | 13   |
| 197 | Andrew Talansky     | Vereinigte Staaten |                           | 79   |
| 198 | Johan Vansummeren   | Belgien            |                           | 70   |
| 199 | Sep Vanmarcke       | Belgien            |                           | 140  |

### Team RadioShack(RSH) (Vereinigte StaatenVereinigte Staaten)
| Nr. | Name              | Nationalität       | Anmerkungen                 | Rang |
| --- | ----------------- | ------------------ | --------------------------- | ---- |
| 201 | Janez Brajkovič   | Slowenien          |                             | 22   |
| 202 | Matthew Busche    | Vereinigte Staaten |                             | 113  |
| 203 | Markel Irízar     | Spanien            |                             | 96   |
| 204 | Andreas Klöden    | Deutschland        | 13. Etappe nicht beendet    | -    |
| 205 | Geoffroy Lequatre | Frankreich         |                             | 110  |
| 206 | Tiago Machado     | Portugal           |                             | 32   |
| 207 | Nélson Oliveira   | Portugal           |                             | 118  |
| 208 | Sérgio Paulinho   | Portugal           | : 18. Etappe                | 85   |
| 209 | Haimar Zubeldia   | Spanien            |                             | 25   |
|     |                   |                    | : 4. – 8., 11. – 13. Etappe |      |

### Vacansoleil-DCM Pro Cycling Team(VCE) (NiederlandeNiederlande)
| Nr. | Name             | Nationalität | Anmerkungen                    | Rang |
| --- | ---------------- | ------------ | ------------------------------ | ---- |
| 211 | Matteo Carrara   | Italien      |                                | 146  |
| 212 | Stijn Devolder   | Belgien      |                                | 154  |
| 213 | Michał Gołaś     | Polen        | Nicht zur 8. Etappe angetreten | -    |
| 214 | Martijn Keizer   | Niederlande  |                                | 153  |
| 215 | Sergey Lagutin   | Usbekistan   |                                | 15   |
| 216 | Pim Ligthart     | Niederlande  |                                | 108  |
| 217 | Wouter Poels     | Niederlande  |                                | 17   |
| 218 | Santo Anzà       | Polen        |                                | 48   |
| 219 | Ruslan Pidhornyj | Ukraine      |                                | 101  |